# Condoleezza Rice
Condoleezza Rice (Birmingham, 14 de novembro de 1954) é uma diplomata e cientista política americana que é a atual diretora da Instituição Hoover da Universidade de Stanford. Membro do Partido Republicano, atuou anteriormente como a 66.ª secretária de Estado dos Estados Unidos de 2005 a 2009 e como a 19.ª conselheira de segurança nacional dos Estados Unidos de 2001 a 2005. Rice foi a primeira secretária de Estado afro-americana e a primeira mulher a servir como conselheira de segurança nacional. Até a eleição de Barack Obama como presidente em 2008, Rice e seu antecessor, Colin Powell, eram os afro-americanos de mais alto escalão na história do poder executivo federal (em virtude do secretário de Estado estar em quarto lugar na linha de sucessão presidencial). Na época de sua nomeação como Secretária de Estado, Rice era a mulher de mais alto escalão na história dos Estados Unidos a estar na linha de sucessão presidencial.
Rice nasceu em Birmingham, Alabama, e cresceu enquanto o Sul era racialmente segregado. Ela obteve seu diploma de bacharel pela Universidade de Denver e seu mestrado em ciência política pela Universidade de Notre Dame. Em 1981, ela recebeu um PhD da Escola de Estudos Internacionais da Universidade de Denver. Ela trabalhou no Departamento de Estado sob o governo Carter e serviu no Conselho de Segurança Nacional como conselheira de assuntos soviéticos e da Europa Oriental do presidente George H.W. Bush durante a dissolução da União Soviética e a reunificação alemã de 1989 a 1991. Mais tarde, Rice obteve uma bolsa acadêmica na Universidade de Stanford, onde mais tarde serviu como reitora de 1993 a 1999. Em 17 de dezembro de 2000, ingressou no governo Bush como conselheira de segurança nacional do presidente George W. Bush. No segundo mandato de Bush, ela sucedeu Colin Powell como Secretária de Estado, tornando-se assim a primeira mulher afro-americana, a segunda afro-americana depois de Powell e a segunda mulher depois de Madeleine Albright a ocupar esse cargo.
Após sua confirmação como secretária de Estado, Rice foi pioneira na política de Diplomacia Transformacional voltada para a expansão do número de governos democráticos responsáveis no mundo e especialmente no Grande Oriente Médio. Essa política enfrentou desafios quando o Hamas conquistou a maioria popular nas eleições palestinas e países influentes, como Arábia Saudita e Egito, mantiveram sistemas autoritários (com o apoio dos EUA). Enquanto na posição, ela presidiu o conselho de administração da Millennium Challenge Corporation. Em março de 2009, Rice retornou à Universidade de Stanford como professora de ciência política e membro sênior de políticas públicas de Thomas e Barbara Stephenson na Instituição Hoover. Em setembro de 2010, ela se tornou membro do corpo docente da Stanford Graduate School of Business e diretora de seu Centro Global para Negócios e Economia. Em janeiro de 2020, foi anunciado que Rice sucederia Thomas W. Gilligan como a próxima diretora da Instituição Hoover em 1º de setembro de 2020. Ela faz parte do Conselho de Administração do Dropbox e Makena Capital Management, LLC.

## Infância
Conhecida como "Condi" por seus amigos, Rice foi educada em Birmingham, Alabama como única criança de seus pais, Angelena Rice e o Reverendo John. Seu pai era o pastor na igreja presbiteriana de Westminster e sua mãe era professora de música. Ambos os pais eram professores da universidade. Seu nome é uma corruptela do termo musical italiano con dolcezza, o qual é uma instrução para tocar "com ternura". Nasceu no mesmo ano da decisão histórica relativa à educação nos Estados Unidos chamada "Brown v. Board". Rice tinha nove anos quando sua colega de escola Denise McNair foi assassinada no atentado à bomba à Igreja Batista da Rua Quatorze, cometido por supremacistas raciais brancos a 15 de setembro de 1963. Rice afirma que sua infância durante o período da segregação ensinou-lhe a determinação no encontro com a adversidade, e a necessidade ser "duas vezes melhor" do que as não-minorias.

## Carreira acadêmica
Com quinze anos de idade, Rice registrou-se e começou a atender a aulas na universidade de Denver, com o objetivo de se tornar uma pianista de concerto.
O seu plano mudou quando atendeu a um curso de política internacional ensinado por Josef Korbel que acendeu o seu interesse pela União Soviética e relações internacionais, conduzindo a que tenha dito que "Korbel é uma das figuras centrais na minha vida". Na Universidade de Stanford, Rice obtém a cadeira de professora da ciência política, o título de "Senior Fellow of the Institute for International Studies", e de Fellow (por cortesia) da Hoover Institution. De 1993-1999 serviu como o Provost de Stanford, como responsável maior a nível acadêmico, incluindo o orçamento principal da universidade. Rice serviu na posição de Provost por seis anos, tendo deixado essa posição em 1 de julho de 1999. Rice é um membro da Academia Americana das Artes e Ciências e recebeu o doutorado honoris causa do Morehouse College em 1991, da Universidade do Alabama em 1994, da Universidade de Notre Dame em 1995 e do Faculdade de Direito do Mississippi College em 2003.

## Carreira política

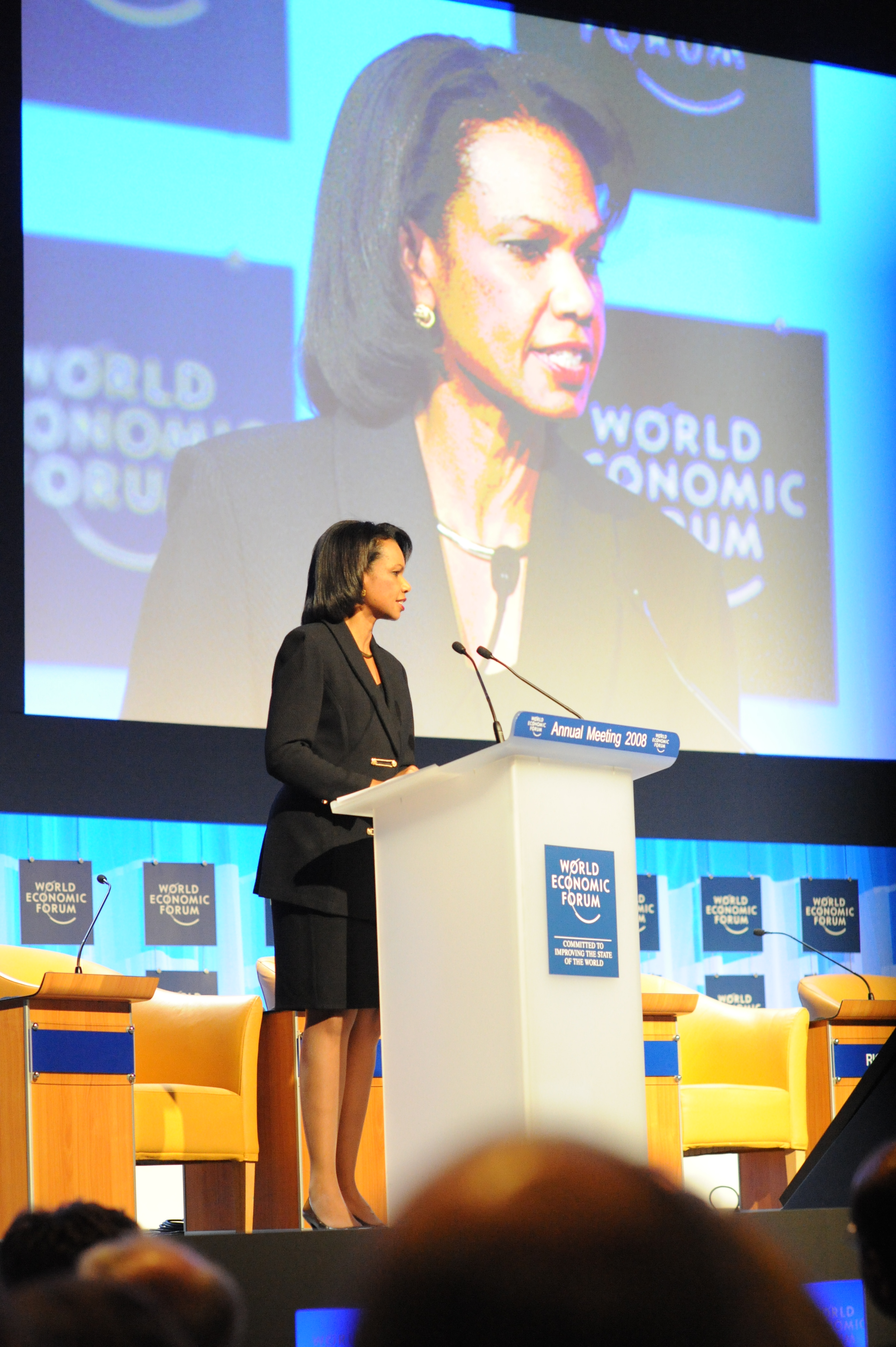
No Fórum Econômico Mundial em 2008.

A partir de 1989 e até março de 1991 (queda do muro de Berlim e dias finais da União Soviética), serviu na administração de George H. W. Bush como o director, e então o director sénior, dos assuntos soviéticos e leste-europeus no conselho de segurança nacional, e um assistente especial ao presidente para casos da segurança nacional. Nesta função, Condoleezza Rice adquiriu os maiores méritos co-formulando a estratégia do presidente Bush e do secretário de estado James Baker em favor da reunificação alemã. Impressionou de tal forma o presidente Bush que ele a introduziu a Mikhail Gorbachev como "quem me diz tudo sobre a União Soviética." Em 1996, como membro do conselho de relações externas, ela serviu como o assistente especial ao director do Estado Maior Conjunto (Joint Chiefs of Staff). Em 1997 serviu no comité consultivo federal nas questões de sexo (gender) no treinamento integrado das forças armadas. Rice foi um membro do conselho de diretores da Chevron Corporation (que deu o nome Condoleezza Rice a um navio petroleiro, mais tarde rebatizado discretamente de Altair Voyager) e dirigiu o seu comité de política pública até que renunciou em 15 de janeiro de 2001. Durante a campanha de eleição de George W. Bush em 2000, Rice fez um ano sabático na universidade tendo-se tornado posteriormente a conselheira da política externa de George W. Bush. Em 17 de Dezembro de 2000, Rice foi escolhida para servir como a conselheira da segurança nacional e deixou a sua posição da Universidade de Stanford.

## Governo Bush
Com a sua nomeação como Conselheira de Segurança Nacional, Rice transformou-se numa figura controversa. A comunidade Afro-Americana encontra-se polarizada entre aqueles que elogiam o seu papel como a primeira Conselheira de Segurança Nacional negra, outros chamando-lhe uma "traidora da raça"; por alegadamente não apoiar as causas Afro-Americanas. Em 2003, Rice foi atraída pelo debate sobre a política das admissões de "ação afirmativa" na universidade de Michigan.
A 18 de Janeiro de 2003, o periódico Washington Post reivindicou que esteve envolvida na formação de opiniões do presidente Bush sobre diversidade. Mas no mesmo dia, Rice liberou uma indicação que contradizia isto, ao afirmar que acredita que a raça pode ser um factor a considerar nas políticas de admissão das universidades. Dra. Rice foi também uma das apoiantes declaradas da Guerra do Iraque em 2003. Após a entrega pelo Iraque da sua declaração sobre armas da destruição maciça às Nações Unidas em 8 de dezembro de 2002, foi Rice que escreveu e submeteu um editorial ao The New York Times intitulado "Porque sabemos que o Iraque mente?".
Em março de 2004, Rice esteve envolvida em uma grande polêmica devido a sua recusa para testemunhar publicamente sob juramento perante a comissão de inquérito nacional aos Ataques terroristas de 11 de Setembro de 2001. Como explicação, a Casa Branca reivindicou o privilégio executivo perante a separação constitucional dos poderes e citou a tradição em recusar pedidos para seu testemunho público. O debate acerca do seu papel na política antiterrorismo aumentou após o testemunho e com a publicação do livro de Richard A. Clarke, "Contra todos os inimigos".
Sob pressão, George W. Bush concordou permitir que testemunhasse publicamente desde que não estabeleça um precedente (da equipe de funcionários presidencial que está sendo requerida para aparecer perante o congresso quando pedido). No final, sua aparência perante a comissão de inquérito em 8 de Abril de 2004 foi julgada aceitável, em parte porque não estava aparecendo perante o Congresso. Rice transformou-se assim no primeiro conselheiro da segurança nacional em funções a testemunhar em matérias da política.
O valor desses fornecimentos de armas norte-americanas em Médio Oriente deverá atingir 46 mil milhões de euros durante os próximos dez anos, segundo precisou em 2007 Condoleezza Rice. Beneficiários: a Arábia Saudita, o Egipto, o Kuweit, Bahrein, o Catar, Omã e os Emirados Árabes Unidos, aliados de George W. Bush nesta região. Washington procede a um aumento de quase 25 por cento da ajuda militar americana a Israel, que deverá atingir 30 mil milhões de dólares nos próximos dez anos.
No dia 10 de julho de 2006, um relatório da Comissão de Ajuda à Cuba Livre, co-presidida pela Condoleezza Rice, alegou que tudo vinha sendo feito "para que a estratégia de sucessão do regime de Castro não fosse coroada de sucesso".

## Teatro
- Commons
- Wikiquote
- Wikinotícias

Condoleezza Rice sonha ainda transformar-se em pianista de concerto e interpretou ao piano no Constitution Hall, em abril de 2002, uma sonata para violino em Ré menor de Brahms, acompanhada do violoncelista Yo-Yo Ma.

## Vida pessoal e condição financeira
Para 2021, a fortuna de Condoleezza Rice é estimada em mais de US $ 10 milhões.